# Kosmorama (voorstelling)

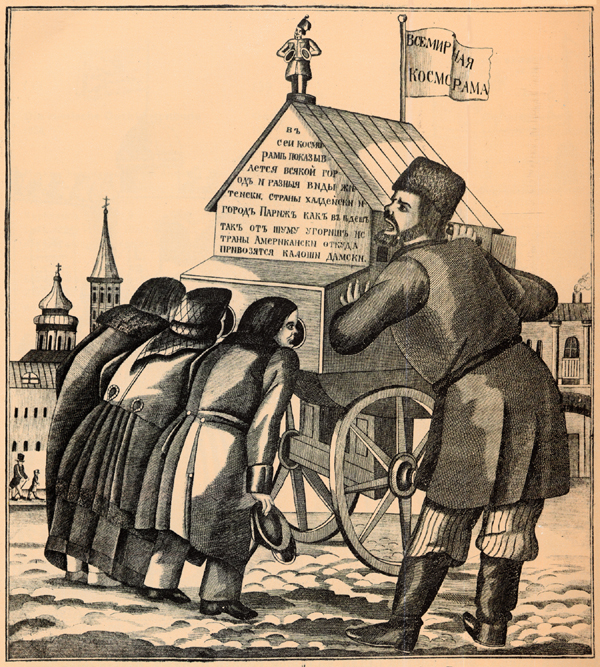
Kosmorama-kijkers afgebeeld op een Russische litho

Een kosmorama (Grieks: κόσμος (kosmos) = wereld, ὅραμα (horama) = schouwspel) is een optische kijkkast waarin getekende of geschilderde vergezichten en natuurlijke scènes uit verschillende delen van de wereld worden getoond. Een kosmorama is vooral ook de plaats waar deze voorstellingen plaatsvinden. 

## Werking

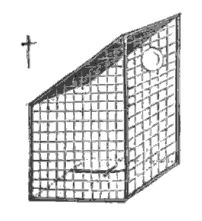
Kosmorama

Een kosmorama bestaat meestal uit een houten kast met een kijkopening aan de voorkant waarin een vergrootglas is aangebracht. Vaak worden er meerdere kasten naast elkaar geplaatst. Tegenover de kijkopening bevindt zich in de kast onder een hoek van 45 graden een vlakke spiegel. Onderin de kast, liggend en ondersteboven, wordt de te bekijken afbeelding ingeschoven. De achterkant van de kast is open en laat daglicht of lamplicht op de afbeelding vallen. Door het vergrootglas verschijnen de afbeeldingen op natuurlijke groote voor de kijker.

## Geschiedenis
Kosmorama's raakten in de negentiende eeuw wijdverspreid en danken waarschijnlijk hun oorsprong aan panorama's. Sommige reisden rond om als attractie vertoond te worden op pleinen, beurzen of jaarmarkten. Andere werden permanent geïnstalleerd, voornamelijk in gehuurde ruimtes waar ze lange tijd te zien waren. Het is opmerkelijk dat slechts één of een klein aantal mensen tegelijk een kosmorama kon bekijken.
Een bekende schilder van kosmorama's was de Oostenrijkse landschapsschilder Hubert Sattler (1817-1904), wiens vader de maker en exploiteur was van het Sattler-panorama. Van de Italiaanse vedute-schilder Luigi Querena (1824-1887) is bekend dat hij in de jaren 1850 een serie van acht schilderijen maakte voor een kosmorama dat de opstand van 1848 van Venetië tegen Oostenrijk uitbeeldde.
Aan het begin van de twintigste eeuw deden verschillende bioscopen met de naam 'Kosmorama' nog denken aan de kosmorama's uit de negentiende eeuw, zoals de bioscoop Kosmorama in Rotterdam aan de Hoogstraat 357 uit 1911.